# Que la science justifie le recours à une idéographie

Que la science justifie le recours à une idéographie est un article de Gottlob Frege publié en 1882 dans le Zeitschrift für Philosophie und philosophische Kritik. À travers ce texte de seulement quatre pages, le logicien et philosophe de Iéna se propose de montrer pour quelles raisons une écriture idéographique est nécessaire dans les sciences abstraites.

## Utilité et insuffisance du langage naturel
Frege commence par développer les deux thèses suivantes :
La premiere thèse se justifie tout au long de l'article : déterminer quelle est la nature de ce moyen, et justifier ce moyen qu'est l'idéographie, c'est l'objectif de l'article. La seconde thèse sert de point de départ à cette justification. Mais dès la formulation de ces thèses dans les premières lignes, la problématique de Frege transparaît : si nous pensons avec des signes, nous nous trompons également en les utilisant ; quelles sont alors les erreurs que nous faisons et quels sont les signes tels qu'ils puissent nous en détourner ? Mais, en outre, pouvons-nous déterminer la nature de ses signes ?

### Nous avons besoin de signes sensibles pour penser
Il est, selon Frege, nécessaire de rechercher un moyen d'expression qui permette d'éviter deux types d'erreur : les erreurs d'interprétations, et les fautes de raisonnement. Or, ces deux types d'erreurs sont causées par l'imperfection du langage, mais c'est ce même langage qui nous permet de conceptualiser, en retenant le flux des impressions sensibles par des signes : par l'usage de signes, l'homme se saisit du concept, de ce qui est commun à des choses différentes :
Le langage nous est donc indispensable, et ce, même si nous parvenons à nous passer de la parole pour penser. Le signe, tel que Frege le pense, implique également que, sans lui, nous serions impuissants à plusieurs points de vue qui ne sont pas développés dans l'article, mais auxquels Frege fait quelques allusions qui peuvent être ainsi explicitées :

### Limites du langage usuel
L'invention du signe a donc eu des conséquences profondes pour le développement de l'humanité. Néanmoins, malgré cette puissance en tant qu'instrument de la pensée, le langage présente des imperfections qui sont la source de nos erreurs.
Le langage usuel n'est pas univoque.
Un même mot peut en effet désigner à la fois un concept et un objet particulier :
Le langage usuel n'est pas régi par des règles logiques.
En effet, bien que ces phrases soient grammaticalement correctes, elles ne sont pas régies par des règles logiques, et conduisent à des erreurs d'interprétation. De ce fait, notre langage ne permet pas de donner une expression rigoureuse à nos raisonnements. 
Le langage usuel ne peut exprimer de manière explicite et simple tous les éléments logiques d'une déduction.
Puisque de telles confusions existent dans le langage, des hypothèses peuvent en effet être introduites sans qu'on en prenne conscience : le langage usuel n'exprime jamais de manière explicite l'ensemble des hypothèses d'une série de déductions ; et même, si nous essayons de reformuler un raisonnement, dans le langage usuel, en exprimant toutes les distinctions et déductions, il se révèle prolixe et bien trop lourd à manier. Ainsi les rapports logiques demeurent-ils toujours tacites. Frege donne l'exemple d'Euclide : la démonstration de la proposition 19 du livre premier des Éléments ne permet pas de voir de manière évidente que ce dernier emploie sans le dire plusieurs propositions non formulées de manière explicite.

## Mot écrit et mot parlé
Après cette critique logique du langage usuel, Frege poursuit en comparant les mérites respectifs du mot écrit et du mot parlé au regard de leur utilité pour fixer avec précision et clarté des raisonnements. 
Le mot écrit est durable : on peut, grâce à lui, parcourir plusieurs fois une suite de pensées sous une forme stable ; toutefois, cette qualité n'est pas suffisante, pour les raisons déjà évoquées : par le mot écrit du langage usuel, les différences de sens d'un mot ne sont pas rendues manifestes.

## Comment obtenir de la précision dans notre usage des signes?
Si nous comparons le langage et la main, nous trouvons cette analogie : la main a des usages très variés ; toutefois, elle ne suffit pas à remplir des tâches qui demandent la plus haute précision. Pour remédier à ce défaut, les hommes ont fabriqué des mains artificielles, qui réalisent un travail d'une précision impossible pour une main humaine.
D'où vient cette précision ? Pour Frege, elle vient de la rigidité et l'indéformabilité des pièces des outils fabriqués par l'homme. L'outil qui remplace la main est ainsi plus précis, mais moins habile que la main. Or le langage parlé a une insuffisance analogue : il est souple et plein de ressources, mais cette polyvalence exclut qu'il puisse être un ensemble de signes dénués d'ambiguïté. Ce qu'il faut donc, c'est un ensemble de signes strictement logique, donc rigide et univoque, qui ne laisse pas cependant échapper le contenu de la pensée.

## Signe audible et signe visible
La première question est alors, pour Frege, de savoir si, dans ce but, ce sont les signes audibles qui ont l'avantage, ou les signes visibles.
Frege distingue les avantages des signes audibles :
Mais ces avantages sont clairement liés aux conditions physiques et psychiques humaines : convenant par exemple à l'expression des sentiments, ces rapports de dépendance ne conviennent pas à la logique. Frege s'oppose au psychologisme qui réduirait les propositions logiques aux manières dont nous sommes affectés.
Frege distingue les avantages des signes visibles :
Le signe visible est donc, selon Frege, semblable au concept : au début de l'article, Frege notait en effet que le concept nous permet de nous élever au-dessus du courant des impressions et des pensées. Or, l'écriture permet elle aussi de fixer des pensées en même temps en les retenant. Le caractère de fixité de l'écriture permet donc de concentrer l'attention. Mais, en outre, la disposition de signes dans un espace à deux dimensions est également utile pour exprimer des rapports internes, ce que ne peut faire le signe audible.
Finalement, les propriétés de l'écriture nous éloignent du cours de nos représentations, et pour cette raison, ce sont ces mêmes propriétés qui peuvent pallier les défauts de notre constitution naturelle.
L'idéographie apparaît ainsi comme une technique au moyen de laquelle la pensée se donne la plus grande indépendance possible à l'égard des impressions sensibles et de la grammaire, pour parvenir à exprimer visuellement, de manière stable et précise la cohérence interne des raisonnements.

## Utilité de l'idéographie: sa place dans le développement des sciences
Frege répond à une objection qui évoque, au regard de l'histoire de la pensée, le problème du statut de la logique dans la pensée d'Aristote : la formalisation ne doit-elle pas venir seulement une fois la science achevée ? Chez Aristote, rappelons que le statut de la logique n'est pas connu avec précision : on ne sait s'il s'agit d'une méthode de découverte, ou d'une mise en forme de la science une fois que celle-ci est achevée. Mais, dans le second cas, la logique est stérile.
Tel n'est pas l'avis de Frege : recourant de nouveau à une analogie avec la technique, il affirme que la science permet de construire des instruments qui à leur tour permettent de développer la science. Il en ira de même pour l'idéographie.
Ceci permet de récapituler l'ensemble de l'article dans une esquisse de théorie du progrès de la connaissance :
L'article tient ainsi son unité de cette conception du développement de la science, évoquée au cours d'une discussion de l'intérêt scientifique de l'idéographie, et cette conception justifie le titre de l'article : le développement de la science, qui demande plus de précision et de clarté, en exige l'invention.